# Катениха
Катениха́ (Я́годный) — деревня Троекуровского сельсовета Лебедянского района Липецкой области.
Стоит на границе с Краснинским районом.
Образована в 1922 году. Чуть позже, в 1926 году, в Катенихе было 14 дворов (65 жителей) .
В 40-е годы XX века, во время расширения хозяйства Совхоза "15 лет Октября", здесь началось строительство посёлка. 
В первые годы это отделение специализировалось на выращивании ягод, что и дало название ему - Ягодный.
Катениха является 2-м отделением хозяйства ЗАО «Агрофирма «15 лет Октября». В поселке 58 частных домов и один 18-квартирный дом. В самом центре поселка расположено три пруда. На территории поселка находится животноводческая ферма по выращиванию племенного скота, питомник по вырашиванию плогово-ягодных культур, магазин, контора. До 1984 года здесь работала начальная школа, где обучалось более 20 детей.
В настоящее время деревня носит название Катениха.

## Население
| 2010 |
| ---- |
| 220  |